# Pietra runica di Ledberg
La pietra runica di Ledberg è una pietra runica situata nell'Östergötland, in Svezia. L'iscrizione usa l'alfabeto runico chiamato Fuþark recente, e viene datata all'XI secolo.

## Descrizione
L'ultima parte contiene una sezione interpretata come incantesimo o formula magica (galdr), e si legge:
þmk iii sss ttt iii lll
che va interpretata come:
þistil mistil kistil
Le tre parole significano rispettivamente cardo, vischio e bara.
Questo tipo di incantesimo si trova su alcune altre iscrizioni, tra cui la pietra runica di Gørlev, situata in Zelanda, Danimarca.
Tale immagini sono comunemente ritenute delle scene tratte dal Ragnarǫk, la battaglia finale della mitologia norrena, in particolare la persona morsa da un lupo sarebbe Odino mentre viene divorato da Fenrir.
Altri studiosi iporizzano che le immagini sulla pietra mostrino la storia finale di Þorgautr o Gunna.
Se le immagini venissero lette nell'ordine con cui sono scritte le rune, sembrano creare una sequenza cronologica. La prima è l'immagine di una nave, e rappresenterebbe un viaggio lontano. La seconda è una persona che cammina verso sinistra, portando con sé quello che sembra uno scudo, preparandosi per la partenza. Nella terza immagine la persona sta trasportando armi ed uno scudo verso destra, probabilmente andando in battaglia. In cima alla seconda facciata della pietra, il piede della persona viene morso da un lupo, ed infine vediamo l'uomo senza gambe e con le braccia scomposte, come se la persona fosse morta in battaglia (una rappresentazione simile si trova nel pannello a destra del Cofanetto Franks). I lupi venivano usati spesso nell'arte scandinava per indicare i combattimenti, per cui si ritiene improbabile che sia morto in battaglia per colpa delle ferite riportate a causa di un vero lupo.